# Општина Дор Марунт (Калараш)
Дор Марунт (рум. Dor Mărunt) општина је у Румунији у округу Калараш.
Oпштина се налази на надморској висини од 47 m.